# Houston Chronicle
La Houston Chronicle est un quotidien généraliste américain de langue anglaise, fondé en 1901 et publié à Houston (Texas).

## Histoire
Le journal, fondé en 1901 par Marcellus E. Foster, a publié son premier numéro le 14 octobre 1901.
En 1926, il est racheté par Jesse Holman Jones (1874-1956), qui sera plus tard, de 1940 à 1945, secrétaire au Commerce dans l'administration du président Franklin Delano Roosevelt.
Le 1er mai 1987, la Houston Chronicle est rachetée par la Hearst Corporation, pour un montant de 415 millions de dollars.
Le Houston Chronicle et le San Antonio Express-News sont à l'origine, en 2019, des révélations au public des abus sexuels dans la Convention baptiste du Sud aux États-Unis.